# Jaime Gómez Rogers
Jonás, seudónimo de Jaime Miguel Gómez Rogers (Santiago, 11 de noviembre de 1940-El Tabo, 5 de marzo de 2005), fue un profesor, escritor, periodista y poeta chileno.

## Biografía
Realizó sus estudios secundarios en el Instituto de Humanidades “Luis Campino” y en la Escuela Militar. Después de indagar en múltiples oficios ingresó al Departamento de Español de la Universidad de Chile. Obtuvo el grado de Licenciado en Filosofía con mención en Literatura General.
Trabajó algunos años en la Universidad, como profesor ayudante en las cátedras de Literatura Chilena e Hispanoamericana y Estilística. Fue también profesor auxiliar en la cátedra de Estética.
En la casa de la cultura de la Municipalidad de Nuñoa ejerció el cargo de profesor de Literatura. Más tarde, ya avecindado en el mar fue profesor de Filosofía en el Liceo de San Antonio Dante Parraguez y profesor de Castellano en el Liceo N° 11 de Las Condes.
Jonás falleció el 2005 y su obra “Desde La Orilla” fue lanzado en forma póstuma el 2009.

## Realizaciones
Posteriormente, con el auspicio del Fondo del Libro y el patrocinio del Seremi y la Fundación Vicente Huidobro, realizó un programa en la radio Sargento Aldea de San Antonio, titulado “Taller Literario Radial”, que por vez primera se realizaba en Chile.
Fue colaborador en los diarios Las Últimas Noticias, La Nación, La Discusión de Chillán y El Líder de San Antonio.
Junto a su mujer, Vania Escobar, creó la Sala de Arte Alta Marea, en El Tabo, y las Ediciones de Alta Marea.

## Obras
Entre sus obras destacan Tierra Madre, Signos, El Huerto en La Montaña, Oración del Niño que Crecía, El Ángel de la Orilla y Raíces Tabinas. Sus poemas han sido publicados por la Revista Humboldt de Alemania y la Revista Itineraires de Francia. Uno de sus libros, After Silence, ha sido traducido en Canadá.
Su lista cronológica de obras se detalla a continuación:
- 1962 - Deshojándome, Santiago.
- 1966 - La Fuga de Sebastián, Santiago.
- 1967 - Diálogo para dos movimientos, Santiago.
- 1971 - El Circo, Santiago.
- 1972 - Oración del Niño que Crecía, San Antonio.
- 1976 - El Jardín de las Palabras, Santiago.
- 1978 - Signos, Santiago.
- 1979 - Imágenes, La Florida.
- 1980 - Tierra Madre, Santiago.
- 1985 - El Corazón Enterrado, El Tabo.
- 1985 - Carta a un Poeta, El Tabo.
- 1985 - El Tabo, El Tabo.
- 1985 - Diez Poetas, (breve antología de poetas chilenos), El Tabo.
- 1986 - Diccionario Cabal. Para no pensar en malas cosas, El Tabo.
- 1986 - Después del Silencio-After Silence, Toronto Canadá, (incluye poemas de Claudio Durán).
- 1988 - Catorce Poetas, (antología de poetas chilenos), El Tabo.
- 1989 - Adiós a la Ciudad, El Tabo.
- 1989 - Entonces vino el Mar, El Tabo.
- 1989 - Antología Breve, (antología de Patricio Huidobro), El Tabo.
- 1990 - Once Poetas, (antología de poetas chilenos), El Tabo.
- 1990 - Canto de Amor, El Tabo.
- 1991 - El Ángel de la Orilla, El Tabo.
- 1993 - Poetas, El Tabo.
- 1993 - Raíces Tabinas, El Tabo.[7]
- 1994 - Espíritu del Valle, Santiago.
- 1996 - El Huerto en la Montaña, El Quisco. (serigrafía).
- 1997 - Diccionario Cabal. Para no pensar en malas cosas, Santiago.
- 1999 - Entre el Silencio y la Lluvia, El Tabo - Quisco.
- 2000 - Por Amor, Santiago.
- 2001 - Desde la Orilla (crónicas), Punta de Tralca - El Quisco.
- 2002 - Piedra del Trueno, Punta de Tralca.
- 2003 - Bitácora (notas y apuntes), Punta de Tralca.
- 2005 - La voz del agua[8][9]

Reediciones
- 1985 - El Corazón Enterrado.
- 1987 - Diccionario Cabal, para no pensar en malas cosas (segunda edición).
- 1988 - Signos.
- 1988 - Diccionario Cabal, para no penar en malas cosas (tercera edición).
- 1989 - Diccionario Cabal, para no pensar en malas cosas (cuarta edición).
- 1992 - Oración del Niño que Crecía.
- 1997 - Raíces Tabinas.[10]

Separatas
- 2002 - I Punta del trueno
- 2002 - II El libro sin nombre, Vania Escobar (su esposa)
- 2003 - III Bitácora

## Premios
Como poeta obtuvo, entre otras distinciones,
- Premio Único de Poesía Alerce
- Premio Único de Poesía Portal
- Tercer premio en los Juegos Florales de Vicuña
- Primer Premio en el Concurso “Juvencio Valle 95” (ensayo)
- Primer Premio en los Juegos Florales de Vicuña.
- Proyecto del Fondart para la publicación del libro “Espíritu del Valle”.
- Becado por el Fondo Nacional del Libro y la Lectura.